# 赖特山麓圣格奥尔根
赖特山麓圣格奥尔根是奥地利下奥地利州阿姆施泰滕县的一个市镇。总面积40.1平方公里，总人口575人，人口密度14.3人/平方公里（2005年）。